# 《迷失东京》获奖名单
《迷失东京》是蘇菲亞·柯波拉自编自导的2003年喜剧剧情片，聚焦比爾·莫瑞扮演过气影星鲍勃·哈里斯，在东京停留一周期间结识刚大学毕业、婚姻生活不美满的夏洛特（史嘉蕾·喬韓森饰）。乔瓦尼·瑞比西、安娜·法瑞絲在片中出演配角，凯文·谢尔斯与布赖恩·赖泽尔为电影谱写原创配乐，兰斯·阿考德任摄影总监，剪辑由莎拉·弗拉克负责。电影2003年9月初在特柳赖德电影节首映，经焦点影业安排9月12日开始限量发行，10月3日全面上映，最终以四百万美元预算取得近1.19亿美元全球票房。评论汇总网站爛番茄共收集本片232篇评论，综合认可度达九成半。
影片获众多荣誉肯定，导演、剧本，男女主角的演出尤得青睐。《迷失东京》获第76届奥斯卡最佳原著剧本奖，另入围最佳影片、导演、男主角奖。电影提名五项金球奖，最后拿下最佳影片（音乐剧/喜剧类）、电影男主角（音乐剧/喜剧类）、编剧三项大奖。影片还获三项英国电影学院奖，分别是最佳男主角、女主角、剪辑。
《迷失东京》赢得国际影视奖项、电影节、评论组织认可，如波迪奖最佳美国片，凯撒奖、澳大利亚影评人协会、法国影评人联合会、德國電影獎最佳外国片，科波拉获銀緞帶獎最佳外国导演。电影拿下獨立精神獎最佳影片獎、卫星奖最佳歌舞或喜剧片，并在威尼斯电影节斩获两项大奖。此外，旧金山影评人协会、多伦多影评人协会、温哥华影评人协会授予《迷失东京》最佳影片奖。

## 荣誉
| 机构                    | 颁奖日期       | 奖项                            | 提名人                                      | 结果 | 参考          |
| ----------------------- | -------------- | ------------------------------- | ------------------------------------------- | ---- | ------------- |
| 奥斯卡金像奖            | 2004年2月29日  | 最佳影片                        | 蘇菲亞·柯波拉、罗斯·卡兹                    | 提名 | [ 7 ]         |
| 奥斯卡金像奖            | 2004年2月29日  | 最佳导演                        | 索菲亚·科波拉                               | 提名 | [ 7 ]         |
| 奥斯卡金像奖            | 2004年2月29日  | 最佳男主角                      | 比爾·莫瑞                                   | 提名 | [ 7 ]         |
| 奥斯卡金像奖            | 2004年2月29日  | 最佳原著剧本                    | 索菲亚·科波拉                               | 獲獎 | [ 7 ]         |
| 非裔美国人影评人协会    | 2003年12月22日 | 十大佳片                        | 《迷失东京》                                | 獲獎 | [ 8 ]         |
| 美国电影剪辑工会        | 2004年2月15日  | 最佳喜剧片或歌舞片剪辑          | 莎拉·弗拉克                                 | 提名 | [ 9 ]         |
| 美国电影学会            |                | 十大佳片                        | 《迷失东京》                                | 獲獎 | [ 10 ]        |
| 藝術指導工會            | 2004年2月14日  | 最佳当代片艺术指导              | K·K·巴雷特、安妮·罗斯、富田真由美、中西梨花 | 提名 | [ 11 ]        |
| 澳大利亞影視藝術學院獎  | 2004年10月29日 | 最佳外国片                      | 索菲亚·科波拉、罗斯·卡兹                    | 提名 | [ 12 ]        |
| 英国电影学院奖          | 2004年2月14日  | 最佳影片                        | 索菲亚·科波拉、罗斯·卡兹                    | 提名 | [ 13 ]        |
| 英国电影学院奖          | 2004年2月14日  | 最佳导演                        | 索菲亚·科波拉                               | 提名 | [ 13 ]        |
| 英国电影学院奖          | 2004年2月14日  | 最佳男主角                      | 比尔·默瑞                                   | 獲獎 | [ 13 ]        |
| 英国电影学院奖          | 2004年2月14日  | 最佳女主角                      | 史嘉蕾·喬韓森                               | 獲獎 | [ 13 ]        |
| 英国电影学院奖          | 2004年2月14日  | 最佳原创剧本                    | 索菲亚·科波拉                               | 提名 | [ 13 ]        |
| 英国电影学院奖          | 2004年2月14日  | 最佳剪辑                        | 莎拉·弗拉克                                 | 獲獎 | [ 13 ]        |
| 英国电影学院奖          | 2004年2月14日  | 最佳摄影                        | 兰斯·阿考德                                 | 提名 | [ 13 ]        |
| 英国电影学院奖          | 2004年2月14日  | 最佳电影配乐                    | 凯文·谢尔斯、布赖恩·赖泽尔                  | 提名 | [ 13 ]        |
| 波迪獎                  | 2005年2月27日  | 最佳美国片                      | 索菲亚·科波拉                               | 獲獎 | [ 14 ]        |
| 波士頓影評人協會        | 2003年12月14日 | 最佳影片                        | 《迷失东京》                                | 第二 | [ 15 ]        |
| 波士頓影評人協會        | 2003年12月14日 | 最佳导演                        | 索菲亚·科波拉                               | 獲獎 | [ 15 ]        |
| 波士頓影評人協會        | 2003年12月14日 | 最佳男主角                      | 比尔·默瑞                                   | 獲獎 | [ 15 ]        |
| 波士頓影評人協會        | 2003年12月14日 | 最佳女主角                      | 斯嘉丽·约翰逊                               | 獲獎 | [ 15 ]        |
| 波士頓影評人協會        | 2003年12月14日 | 最佳编剧                        | 索菲亚·科波拉                               | 提名 | [ 15 ]        |
| 芝加哥影评人协会        | 2004年1月21日  | 最佳影片                        | 《迷失东京》                                | 提名 | [ 16 ] [ 17 ] |
| 芝加哥影评人协会        | 2004年1月21日  | 最佳导演                        | 索菲亚·科波拉                               | 提名 | [ 16 ] [ 17 ] |
| 芝加哥影评人协会        | 2004年1月21日  | 最佳男主角                      | 比尔·默瑞                                   | 獲獎 | [ 16 ] [ 17 ] |
| 芝加哥影评人协会        | 2004年1月21日  | 最佳女主角                      | 斯嘉丽·约翰逊                               | 提名 | [ 16 ] [ 17 ] |
| 芝加哥影评人协会        | 2004年1月21日  | 最佳编剧                        | 索菲亚·科波拉                               | 獲獎 | [ 16 ] [ 17 ] |
| 芝加哥影评人协会        | 2004年1月21日  | 最佳摄影                        | 兰斯·阿考德                                 | 獲獎 | [ 16 ] [ 17 ] |
| 凯撒电影奖              | 2005年2月26日  | 最佳外国片                      | 《迷失东京》                                | 獲獎 | [ 18 ]        |
| 西班牙电影编剧工会      | 2005年1月24日  | 最佳外国片                      | 《迷失东京》                                | 提名 | [ 19 ]        |
| 评论家选择电影奖        | 2004年1月10日  | 十大佳片                        | 《迷失东京》                                | 獲獎 | [ 20 ]        |
| 评论家选择电影奖        | 2004年1月10日  | 最佳影片                        | 《迷失东京》                                | 提名 | [ 20 ]        |
| 评论家选择电影奖        | 2004年1月10日  | 最佳导演                        | 索菲亚·科波拉                               | 提名 | [ 20 ]        |
| 评论家选择电影奖        | 2004年1月10日  | 最佳男主角                      | 比尔·默瑞                                   | 提名 | [ 20 ]        |
| 评论家选择电影奖        | 2004年1月10日  | 最佳女配角                      | 斯嘉丽·约翰逊                               | 提名 | [ 20 ]        |
| 评论家选择电影奖        | 2004年1月10日  | 最佳编剧                        | 索菲亚·科波拉                               | 提名 | [ 20 ]        |
| 达拉斯—沃斯堡影评人协会 | 2004年1月5日   | 十大佳片                        | 《迷失东京》                                | 獲獎 | [ 21 ]        |
| 意大利电影金像奖        | 2004年4月14日  | 最佳外国片                      | 索菲亚·科波拉                               | 提名 | [ 22 ]        |
| 德國電影獎              | 2004年6月18日  | 最佳外国片                      | 索菲亚·科波拉                               | 獲獎 | [ 23 ]        |
| 美国导演工会奖          | 2004年2月7日   | 最佳长片导演                    | 索菲亚·科波拉                               | 提名 | [ 24 ]        |
| 英国导演工会            | 2004年2月21日  | 最佳国际电影导演                | 索菲亚·科波拉                               | 提名 | [ 25 ]        |
| 歐洲電影獎              | 2004年12月11日 | 银幕国际奖                      | 索菲亚·科波拉                               | 提名 | [ 26 ]        |
| 澳大利亚影评人协会      | 2004年11月7日  | 最佳外国英语片                  | 索菲亚·科波拉                               | 獲獎 | [ 27 ]        |
| 佛罗里达影评人协会      | 2004年1月2日   | 最佳编剧                        | 索菲亚·科波拉                               | 獲獎 | [ 28 ]        |
| 俄罗斯金鹰奖            | 2005年1月29日  | 最佳外语片                      | 《迷失东京》                                | 提名 | [ 29 ]        |
| 金球獎                  | 2004年1月25日  | 最佳影片（音乐剧/喜剧类）       | 《迷失东京》                                | 獲獎 | [ 30 ]        |
| 金球獎                  | 2004年1月25日  | 最佳导演                        | 索菲亚·科波拉                               | 提名 | [ 30 ]        |
| 金球獎                  | 2004年1月25日  | 最佳电影男主角（音乐剧/喜剧类） | 比尔·默瑞                                   | 獲獎 | [ 30 ]        |
| 金球獎                  | 2004年1月25日  | 最佳电影女主角（音乐剧/喜剧类） | 斯嘉丽·约翰逊                               | 提名 | [ 30 ]        |
| 金球獎                  | 2004年1月25日  | 最佳编剧                        | 索菲亚·科波拉                               | 獲獎 | [ 30 ]        |
| 金预告片奖              | 2004年5月25日  | 最佳国际电影                    | 《迷失东京》                                | 獲獎 | [ 31 ]        |
| 金甲虫奖                | 2005年1月24日  | 最佳外国片                      | 索菲亚·科波拉                               | 提名 | [ 32 ]        |
| 獨立精神獎              | 2004年2月28日  | 最佳影片                        | 索菲亚·科波拉、罗斯·卡兹                    | 獲獎 | [ 33 ]        |
| 獨立精神獎              | 2004年2月28日  | 最佳导演                        | 索菲亚·科波拉                               | 獲獎 | [ 33 ]        |
| 獨立精神獎              | 2004年2月28日  | 最佳男主角                      | 比尔·默瑞                                   | 獲獎 | [ 33 ]        |
| 獨立精神獎              | 2004年2月28日  | 最佳编剧                        | 索菲亚·科波拉                               | 獲獎 | [ 33 ]        |
| 爱尔兰影视学院          | 2004年10月30日 | 最佳国际电影                    | 《迷失东京》                                | 提名 | [ 34 ]        |
| 爱尔兰影视学院          | 2004年10月30日 | 最佳国际男演员                  | 比尔·默瑞                                   | 提名 | [ 34 ]        |
| 爱尔兰影视学院          | 2004年10月30日 | 最佳国际女演员                  | 斯嘉丽·约翰逊                               | 提名 | [ 34 ]        |
| 爱尔兰影视学院          | 2004年10月30日 | 最佳配乐                        | 凯文·谢尔斯                                 | 提名 | [ 34 ]        |
| 銀緞帶獎                | 2004年6月19日  | 最佳外国导演                    | 索菲亚·科波拉                               | 獲獎 | [ 35 ]        |
| 伦敦影评人协会          | 2004年2月11日  | 年度男演员                      | 比尔·默瑞                                   | 提名 | [ 36 ]        |
| 洛杉磯影評人協會        | 2004年1月7日   | 最佳影片                        | 《迷失东京》                                | 第二 | [ 37 ] [ 38 ] |
| 洛杉磯影評人協會        | 2004年1月7日   | 最佳男主角                      | 比尔·默瑞                                   | 獲獎 | [ 37 ] [ 38 ] |
| 洛杉磯影評人協會        | 2004年1月7日   | 新生代奖                        | 斯嘉丽·约翰逊                               | 獲獎 | [ 37 ] [ 38 ] |
| MTV影視大獎             | 2004年6月5日   | 最佳男演员                      | 比尔·默瑞                                   | 提名 | [ 39 ]        |
| MTV影視大獎             | 2004年6月5日   | 最佳女演员突破演出              | 斯嘉丽·约翰逊                               | 提名 | [ 39 ]        |
| 國家評論協會            | 2003年12月3日  | 十大佳片                        | 《迷失东京》                                | 獲獎 | [ 40 ]        |
| 國家評論協會            | 2003年12月3日  | 电影制作特别成就                | 索菲亚·科波拉                               | 獲獎 | [ 40 ]        |
| 國家影評人協會          | 2004年1月23日  | 最佳影片                        | 《迷失东京》                                | 第三 | [ 41 ]        |
| 國家影評人協會          | 2004年1月23日  | 最佳导演                        | 索菲亚·科波拉                               | 第三 | [ 41 ]        |
| 國家影評人協會          | 2004年1月23日  | 最佳男主角                      | 比尔·默瑞                                   | 獲獎 | [ 41 ]        |
| 國家影評人協會          | 2004年1月23日  | 最佳摄影                        | 兰斯·阿考德                                 | 第二 | [ 41 ]        |
| 紐約影評人協會          | 2003年12月15日 | 最佳导演                        | 索菲亚·科波拉                               | 獲獎 | [ 42 ]        |
| 紐約影評人協會          | 2003年12月15日 | 最佳男主角                      | 比尔·默瑞                                   | 獲獎 | [ 42 ]        |
| 紐約影評人協會          | 2003年12月15日 | 最佳编剧                        | 索菲亚·科波拉                               | 第三 | [ 42 ]        |
| 纽约在线影评人协会      | 2003年12月15日 | 年度佳片                        | 《迷失东京》                                | 獲獎 | [ 43 ]        |
| 纽约在线影评人协会      | 2003年12月15日 | 最佳影片                        | 《迷失东京》                                | 獲獎 | [ 43 ]        |
| 纽约在线影评人协会      | 2003年12月15日 | 最佳导演                        | 索菲亚·科波拉                               | 獲獎 | [ 43 ]        |
| 纽约在线影评人协会      | 2003年12月15日 | 最佳男主角                      | 比尔·默瑞                                   | 獲獎 | [ 43 ]        |
| 纽约在线影评人协会      | 2003年12月15日 | 最佳女配角                      | 斯嘉丽·约翰逊                               | 獲獎 | [ 43 ]        |
| 在线影评人协会          | 2004年1月5日   | 最佳影片                        | 《迷失东京》                                | 提名 | [ 44 ]        |
| 在线影评人协会          | 2004年1月5日   | 最佳导演                        | 索菲亚·科波拉                               | 提名 | [ 44 ]        |
| 在线影评人协会          | 2004年1月5日   | 最佳男主角                      | 比尔·默瑞                                   | 獲獎 | [ 44 ]        |
| 在线影评人协会          | 2004年1月5日   | 女主角                          | 斯嘉丽·约翰逊                               | 提名 | [ 44 ]        |
| 在线影评人协会          | 2004年1月5日   | 最佳原创剧本                    | 索菲亚·科波拉                               | 獲獎 | [ 44 ]        |
| 在线影评人协会          | 2004年1月5日   | 最佳原创配乐                    | 布赖恩·赖泽尔、凯文·谢尔斯                  | 提名 | [ 44 ]        |
| 棕榈泉国际电影节        | 2004年1月19日  | 新星奖                          | 斯嘉丽·约翰逊（因本片和《畫意私情》获奖）   | 獲獎 | [ 45 ]        |
| 旧金山影评人协会        | 2003年12月15日 | 最佳影片                        | 《迷失东京》                                | 獲獎 | [ 46 ]        |
| 旧金山影评人协会        | 2003年12月15日 | 最佳男主角                      | 比尔·默瑞                                   | 獲獎 | [ 46 ]        |
| 卫星奖                  | 2004年1月23日  | 最佳喜剧片或歌舞片              | 《迷失东京》                                | 獲獎 | [ 47 ]        |
| 卫星奖                  | 2004年1月23日  | 最佳导演                        | 索菲亚·科波拉                               | 提名 | [ 47 ]        |
| 卫星奖                  | 2004年1月23日  | 最佳喜剧片或歌舞片男主角        | 比尔·默瑞                                   | 獲獎 | [ 47 ]        |
| 卫星奖                  | 2004年1月23日  | 最佳喜剧片或歌舞片女配角        | 斯嘉丽·约翰逊                               | 提名 | [ 47 ]        |
| 卫星奖                  | 2004年1月23日  | 最佳原创剧本                    | 索菲亚·科波拉                               | 獲獎 | [ 47 ]        |
| 美國演員工會獎          | 2004年2月22日  | 最佳男主角                      | 比尔·默瑞                                   | 提名 | [ 48 ]        |
| 巴利亚多利德国际电影节  | 2003年11月1日  | 最佳新人导演                    | 索菲亚·科波拉                               | 獲獎 | [ 49 ]        |
| 巴利亚多利德国际电影节  | 2003年11月1日  | 国际影评人协会奖                | 索菲亚·科波拉                               | 獲獎 | [ 49 ]        |
| 多伦多影评人协会        | 2003年12月17日 | 最佳影片                        | 《迷失东京》                                | 獲獎 | [ 50 ]        |
| 美国喜剧艺术节          | 2004年7月8日   | 观众奖                          | 《迷失东京》                                | 獲獎 | [ 51 ]        |
| 美国喜剧艺术节          | 2004年7月8日   | 最佳喜剧处女作导演              | 索菲亚·科波拉                               | 獲獎 | [ 51 ]        |
| 美国喜剧艺术节          | 2004年7月8日   | 最佳编剧                        | 索菲亚·科波拉                               | 獲獎 | [ 51 ]        |
| 美国喜剧艺术节          | 2004年7月8日   | 最佳喜剧片演出                  | 比尔·默瑞                                   | 獲獎 | [ 51 ]        |
| 温哥华影评人协会        | 2003年12月17日 | 最佳影片                        | 《迷失东京》                                | 獲獎 | [ 52 ]        |
| 威尼斯电影节            | 2003年9月6日   | 人权电影网络奖                  | 索菲亚·科波拉                               | 獲獎 | [ 53 ]        |
| 威尼斯电影节            | 2003年9月6日   | 最佳女演员                      | 斯嘉丽·约翰逊                               | 獲獎 | [ 53 ]        |
| 华盛顿特区影评人协会    | 2003年12月19日 | 最佳男主角                      | 比尔·默瑞                                   | 獲獎 | [ 54 ]        |
| 华盛顿特区影评人协会    | 2003年12月19日 | 最佳原创剧本                    | 索菲亚·科波拉                               | 獲獎 | [ 54 ]        |
| 美国编剧工会奖          | 2004年2月21日  | 最佳原创剧本                    | 索菲亚·科波拉                               | 獲獎 | [ 55 ]        |